# 森ののくまちゃん
『森ののくまちゃん』（もりののくまちゃん）は、えびなしおによる日本の漫画作品。『ちゃお』（小学館）にて、2018年6月号から連載され、一度完結を迎えた後、再び連載されている。『ちゃおデラックス』（同）でも2018年7月号から連載され、『ちゃおデラックスホラー』（同）でも2018年9月号より掲載されている。ある日突如渚が大事にしていたぬいぐるみが動きだし、森野渚とぬいぐるみのくまちゃん、たまちゃんによるドタバタギャグコメディ。
2020年秋ごろに『ちゃお』のネットショップにて、くまちゃんのぬいぐるみが販売された。えびなはいつかぬいぐるみになったらうれしい、夢だったとの事で、実際にぬいぐるみ化されよろこんでいた。

## 登場キャラクター
森野 渚（もりの なぎさ）
本作の主人公。明るくて優しい。同じクラスの男子、ななみに好かれるが、渚にいつも嫌われていると勘違いされている。
くまちゃん
渚が親友として大切にしてきたぬいぐるみ。天然な性格をしている。リボンをつけるとキャラが変わる。年齢が幼く、渚を度々困らせているが渚のために頑張っている。
たまちゃん
たまごから生まれた、くまちゃんの妹のぬいぐるみ。くまちゃんより小さい。年齢がくまちゃんよりも幼いのでちゃしかしゃべれない。渚の甥っ子が大好き。イケメンに弱い。天然な性格をしている。

## 制作背景
作者のえびなが小学生のころ、初めてサンタクロースにお願いしたプレゼントは、くまのぬいぐるみであった。
くまちゃんの元ネタはクマジローであり、えびなはクリスマスプレゼントとして貰ったぬいぐるみに「クマジロー」と名前をつけ、2018年現在でも大事にしているという。渚とくまちゃんが「謎の力で心を通わせている」本作のように、「いつか謎の力でクマジローと心を通わせる事ができたらどんなに幸せか」と考えて制作されている。

## 書誌情報
- えびなしお『森ののくまちゃん』小学館〈ちゃおコミックス〉、既刊4巻（2023年8月25日現在）
  1. 2019年10月31日発売[6]、ISBN 978-4-09-870647-1
  2. 2020年10月30日発売[8]、ISBN 978-4-09-871178-9
  3. 2021年11月26日発売[1]、ISBN 978-4-09-871551-0
  4. 2022年11月4日発売[10]、ISBN 978-4-09-871822-1
  5. 2023年8月25日発売[11]、ISBN 978-4-09-872224-2